# 內湖 (苗栗縣)
內湖，是臺灣苗栗縣通霄鎮的一個傳統地域名稱，位於該鎮中部。相較於今日行政區，其範圍大致與內湖里相近。

## 歷史
台灣清治末期至日治初期，內湖地區為一街庄，稱為「內湖庄」，隸屬於苗栗二堡。該庄北與北勢窩庄為鄰，東與烏眉坑庄、楓樹窩庄為鄰，南邊及西南邊為圳頭庄，西邊為蕃社庄。
1901年（日治明治三十四年）11月，該庄隸屬於苗栗廳。1909年（明治四十二年）10月，改隸屬於新竹廳。1920年（大正九年），該庄改制為「內湖」大字，隸屬於新竹州苗栗郡通霄庄
戰後通霄庄改制為通霄鄉，隸屬於新竹縣，大字改制為村。1948年，通霄鄉改制為通霄鎮，村亦改制為里。1950年桃、竹、苗分治，通霄鎮改隸屬於重新成立的苗栗縣。

## 交通
國道3號又稱「福爾摩沙高速公路」，是貫穿台灣西部的兩條縱向高速公路之一，大致以東北—西南走向經過內湖地區中部，在境內與縣道128號交會口設有通霄交流道，由此進入可快速前往台灣西部各地。
省道台1線又稱「縱貫公路」，是臺北至屏東楓港的平面幹道，大致以圓心在西邊的彎道經過本地區西端近邊界處，向西北轉北可前往後龍、頭份、新竹等地，向南可前往苑裡、大甲、清水、彰化等地。台1線在本地區路段屬於避開通霄市區的東南側外環道的一部分。
縣道128號是通霄至公館的道路，大致以橫向轉西南—東北走向經過本地區西北大半部，向西南可前往通霄市區，向東可前往公館麻薺寮，最終止於省道台6線路口。